# Jiudian (socken i Kina, lat 32,24, long 114,27)
Jiudian (kinesiska: 九店, 九店乡) är en socken i Kina. Den ligger i provinsen Henan, i den centrala delen av landet, omkring 290 kilometer söder om provinshuvudstaden Zhengzhou. Antalet invånare är 18 596. Befolkningen består av 9 401 kvinnor och 9 195 män. Barn under 15 år utgör 29,0 %, vuxna 15-64 år 60 %, och äldre över 65 år 10,0 %.
Genomsnittlig årsnederbörd är 1 148 millimeter. Den regnigaste månaden är augusti, med i genomsnitt 198 mm nederbörd, och den torraste är december, med 15 mm nederbörd.